# 人鱼恋爱法则
《人鱼恋爱法则》（英語：The Rules of Love），2019年中国偶像剧。本剧改编自一弯月的小说《校草的秘密》，由李俊瑶、王彦鑫、范晓东、何其炜领衔主演，爱奇艺于2019年3月20日首播。

## 播出时间
| 频道   | 所在地   | 播映日期      | 播出时间 | 备注 |
| ------ | -------- | ------------- | -------- | ---- |
| 爱奇艺 | 中国大陆 | 2019年3月20日 |          |      |

## 演员列表

### 主要演员
| 演員   | 角色   | 介紹 |
| 李俊瑶 | 阳落天 | 落落 鲛人族。在还没有遇到喜欢的人前，是没有性别的，所以落落选择用男生的身份。因为一场被霸凌事件导致他遇到了他的真爱-列衡宇也导致他变了女子。碰到水时会长出鲮片。喜欢列衡宇。 |
| 王彦鑫 | 列衡宇 | 小宇 人类。有一个同父异母的哥哥-宋浩瀚。是第二个知道落落是女生的人。喜欢阳落落。                                                                                             |
| 范晓东 | 宋浩瀚 | 第一个知道落落是女生的人類。喜欢落落。 |
| 何其炜 | 莫风   | 暗恋和默默守护宋荟。 |

### 其他演员
| 演員     | 角色   | 介紹         |
| 郝明奇   | 乔英宰 | 喜欢木诗诗。 |
| 苑立若心 | 宋荟   | 喜欢列衡宇。 |
| 石雪婧   | 木诗诗 | 喜欢乔英宰。 |